# Zestusa
Zestusa is een geslacht van vlinders van de familie dikkopjes (Hesperiidae), uit de onderfamilie Eudaminae.

## Soorten
- Z. dorus (Edwards, 1882)
- Z. levona Steinhauser, 1972
- Z. staudingeri (Mabille, 1888)